# Erwerbsgeschäft
Ein Erwerbsgeschäft ist im Sinne des § 112 BGB jede erlaubte, selbständige, berufsmäßig ausgeübte und auf Gewinn gerichtete Tätigkeit. Auch die selbständige Ausübung eines künstlerischen Berufs oder die Tätigkeit als selbständiger Handelsvertreter fallen hierunter. Der Begriff des Erwerbsgeschäftes beinhaltet ebenso die Betätigungen in freien Berufen und geht insofern weiter als der Begriff des Gewerbes, der beispielsweise freie Berufe nicht erfasst.